# Championnat du Danemark masculin de handball 2008-2009
 (juillet 2022).
Si vous disposez d'ouvrages ou d'articles de référence ou si vous connaissez des sites web de qualité traitant du thème abordé ici, merci de compléter l'article en donnant les références utiles à sa vérifiabilité et en les liant à la section « Notes et références ».
Navigation
Saison 2007-2008 Saison 2009-2010
Le championnat du Danemark masculin de handball 2008-2009 est la 73e édition de la compétition.